# Sr. Pez
Sr. Pez es el nombre de dos supervillanos ficticios que aparecen en los cómics estadounidenses publicados por Marvel Comics.

## Historial de publicación
La versión de Mortimer Norris de Sr. Pez apareció por primera vez en Luke Cage, Power Man # 29 y fue creada por Bill Mantlo y George Tuska. Inicialmente, Luke Cage, Power Man # 29 tenía la intención de continuar una historia de la edición 28. La continuación de esa historia llegó tarde. Debido a estas consideraciones de fecha límite, la página de inicio admite, esta historia de relleno, "Nadie se ríe de Sr. Pez", fue creada para asegurar que el número 29 llegue a las gradas según lo programado.
La versión de Bill Morris de Sr. Pez apareció por primera vez en Hijas del Dragón # 4 y fue creada por Justin Gray, Jimmy Palmiotti y Khari Evans.

## Biografía del personaje ficticio

### Mortimer Norris
El Sr. Pez fue una vez un ser humano ordinario, un pequeño delincuente llamado Mortimer George Norris que se topó con algún material radioactivo robado mientras trabajaba. La exposición lo hizo mareado y lo hizo caer en el East River. Cuando emergió, había sido mutado en un hombre-pez anfibio con mayor fuerza. Usó estos poderes para establecer una rama de Maggia en su área, ayudado por un grupo de matones y su segundo al mando, un enano llamado "Alcaudón". Este intento fue interrumpido por una batalla con Luke Cage. Sr. Pez inicialmente parecía tener la sartén por el mango: sus hombres dominaron Cage y Pez mismo usó una misteriosa conmoción pistola de rayos para noquear a Cage, llevándolo a un sitio de construcción abandonado. Sin embargo, y a pesar del consejo de Shrike de terminar con Cage antes de que despertara, Pez esperó hasta que Cage despertara para poder contar su origen y su plan maestro. Cage consiguió su segundo aliento e hizo un breve trabajo de los hombres de Pez. En un movimiento desesperado, Pez corrió hacia Cage con una viga de acero, pero Cage esquivó y Pez se cayó del edificio, aparentemente muriendo por el impacto.
El Sr. Pez aparece con vida durante All-New, All-Different Marvel para advertir a Tombstone que la Gata Negra lo atacará a él y a su imperio criminal durante una próxima guerra de pandillas por el control de Harlem. El creciente señor del crimen, Alex Wilder, luego choca con una de las reuniones de Tombstone y Sr. Pez, derrotando al primero y mágicamente expulsando al segundo al Infierno. Después de recuperarse del ataque, Tombstone rescata al Sr. Pez del Infierno con la ayuda de Black Talon.

### Bill Norris
Bill Norris, el primer hermano con mutación similar en el Sr. Pez, se presentó visitando un club nocturno exótico con la Morsa. Posteriormente se unió a Flashmob, un grupo de ex oponentes de Luke Cage, durante Shadowland. El grupo de villanos se enfrenta al nuevo Power Man, y es remitido a la isla Ryker después de haber sido derrotado por él y por Iron Fist. Algunos miembros del Flashmob, incluido el Sr. Pez, son finalmente rescatados por Big Ben Donovan.
Cuando un virus comienza a dar a las personas poderes de araña similares a los de Spider-Man durante la historia de "Spider-Island", el Sr. Fish y el resto del Flashmob se encuentran entre los infectados, lo que los obliga a intentar escapar de Manhattan en cuarentena. Se les impide hacerlo por los Héroes de Alquiler.

## Poderes y habilidades
El Sr. Pez tiene una fuerza mejorada y una apariencia de pez y un arma.

## Otras versiones

### Marvel Adventures
Esta versión de Sr. Pez estaba a punto de poner en práctica su plan maestro solo para que él y sus secuaces se encontraran con los Cuatro Fantásticos. Antorcha Humana usó sus llamas para deshidratar al Sr. Pez, lo suficiente como para que un oficial de policía lo derribara y lo arrestara.

## En otros medios
Una variación de la versión de Mortimer Norris de Sr. Pez aparece en la temporada 2 de Luke Cage, interpretado por Hakim Callender. Si bien todavía tiene el apodo de "Sr. Pez", no posee ninguna habilidad sobrehumana y se parece a un hombre normal. Él y su pandilla se acercan a Misty Knight y Colleen Wing mientras toman unas copas en un bar y planean asaltar a Misty como represalia por enviar a su hermano Bill a Dannemora. Misty se las arregla para luchar contra Mortimer y vencerlo a pesar de tener solo un brazo para golpear, mientras que Colleen hace un trabajo corto de sus lacayos. Ambas se van mientras Misty le dice al cantinero que ponga sus bebidas en la cuenta de Mortimer.